# Lakota v Kazahstanu 1931–1933
Lakota v Kazahstanu 1931–1933, znana tudi kot Asharshylyk in Zulmat ter Kazahstanska katastrofa, je bila lakota, v kateri je umrlo 1,5 milijona ljudi v sovjetskem Kazahstanu, ki je bil takrat del Ruske socialistične federativne sovjetske republike v Sovjetski zvezi, od katerih je bilo 1,3 milijona etničnih Kazahstancev. Ocenjujejo, da je zaradi lakote umrlo od 38 do 42 odstotkov vseh Kazahstancev, kar je najvišji odstotek katere koli etnične skupine, ki jo je ubila sovjetska lakota v letih 1932–1933. Drugi viri navajajo, da je umrlo kar 2,0 do 2,3 milijona.
Lakota se je začela pozimi 1930, eno leto pred drugo lakoto v Ukrajini, imenovano holodomor, z vrhuncem v letih 1931–1933. Zaradi lakote so Kazahstanci postali manjšina v Kazahstanski ASSR, kar je povzročilo ogromno ljudi, ki so umrli ali so sami se izselili in šele v devetdesetih letih dvajsetega stoletja, po razpadu Sovjetske zveze, so Kazahstanci ponovno postali največja etnična skupina v Kazahstanu. Pred lakoto je bilo okoli 60 % prebivalcev republike etničnih Kazahstancev, delež pa se je po lakoti močno zmanjšal na okoli 38 % prebivalstva. Nekateri znanstveniki menijo, da lakota spada v širšo zgodovino kolektivizacije v Sovjetski zvezi in del sovjetske lakote v letih 1932–1933. 
Nekateri zgodovinarji in znanstveniki lakoto opisujejo kot genocid nad Kazahstanci, ki ga je zagrešila sovjetska država, vendar ni dokazov, ki bi podprli to stališče. V Kazahstanu so nekatere študije ponovile sovjetsko razlago genocida in ga označile kot genocid Goloshchyokin (kazaščinsko: Голощёкин геноциді / Goloşekindık genotsid, kazahstanska izgovorjava: [ɡɐləˌʂʲokʲinˡtʂʲokʲinˈdʂʲokʲinˈdʂʲokʲinˈdʂʲokʲinˈdʂʲokʲinˈdəpchysɪma-je-tətəschyɐɪ]. Goloshchyokin je bil prvi sekretar komunistične partije v Kazahstanski ASSR in je znan tudi kot eden glavnih storilcev usmrtitve družine Romanov. 